# Jaak Smeets
Jaak Smeets (Bree, 1960) is een Belgisch (hoofd)redacteur en journalist.

## Carrière
Smeets begon zijn journalistieke carrière bij Het Belang van Limburg in 1985. In 1990 maakte hij de overstap naar Humo, waar hij werkzaam bleef tot hij begin 1996 samen met Paul Daenen werd aangesteld tot hoofdredacteur van Het Laatste Nieuws.
In 2003 werd hij aangesteld tot journalistiek directeur (soms ook als directeur-uitgever betiteld) van De Persgroep. In deze hoedanigheid hield hij zich bezig met het redactioneel beleid van De Morgen en Het Laatste Nieuws, later kwamen ook de tijdschriften en de Nederlandse krantentitels het Algemeen Dagblad, de Volkskrant, Trouw, Het Parool onder zijn bevoegdheid. Ten slotte volgden de Nederlandse regionale kranten die De Persgroep in 2015 overnam van het Britse Mecom. Tevens maakte Smeets vanuit deze functie deel uit van het directieteam van De Persgroep Publishing. Daarnaast werkte hij voor Campus De Persgroep, een intern opleidingscentrum voor journalisten.

## Vertrek
In oktober 2016 verliet Smeets het bedrijf. Hij werd in zijn functie niet opgevolgd: zijn taken werden in België verder ingevuld door Isabel Albers en in Nederland door Erik van Gruijthuijsen. In 2022 bevestigde zijn voormalig werkgever DPG Media (destijds De Persgroep geheten) dat Smeets gedwongen was te vertrekken wegens herhaald seksueel grensoverschrijdend gedrag. Het leidde tot veel kritiek op de mediagroep DPG Media en haar huidige topman Christian Van Thillo, omdat zij diverse metoo-situaties scherp en publiekelijk hadden veroordeeld, maar een soortgelijke situatie intern afgehandeld.